# 開放雑誌
開放雑誌（英語: Open Magazine）は、1987年1月に「解放月刊」として創刊された香港の政治雑誌です。 1987年1月に『解放月刊』として、社長は哈公（許國）、編集長に金鐘（蘭茂華）、顧問に許行を迎え創刊されました。
1987年6月に哈公が病死したため，雑誌は金鐘が主催し、1990年1月に開放雑誌と改名した。2014年12月には、開放網のインターネットメディアを発展させ、「紙媒体の発行を中止する」と発表した。
解放雑誌は、中国大陸、台湾、香港の政治情勢に焦点を当て、中国の報道自由、政治的民主化を主張している。執筆者は海外に在住する中国民主化運動支持者と学者が多い。 2000年以降は、香港外国特派員クラブ、香港記者協会、アムネスティ・インターナショナル香港の人権記者賞を受賞した。
雑誌と同時に開放出版社（Open Books）を経営しており、「毛澤東：鮮為人知的故事」、「趙紫陽軟禁中的談話」、「紅朝宰相」、「文革受難者」、「共產中國五十年」、「林昭之死」、「零八憲章」、「中國教父習近平」等、政治や歴史に関する著書を多数出版している。
これらの書籍は中国大陸に持ち込むことができない(中国大陸で禁書とされる香港・台湾の書物)。